# Saison 3 de Championnes à tout prix
Chronologie
Saison 2
Cet article présente le guide des épisodes de la troisième et dernière saison de la série télévisée Championnes à tout prix (Make It or Break It).

## Généralités
- Au Canada, la série est diffusée le jour même sur ABC Spark.
- Aucune information sur la diffusion de cette saison en France et au Québec.

## Distribution

### Actrices principales
- Ayla Kell : Payson Keeler
- Josie Loren : Kaylie Cruz
- Cassie Scerbo : Lauren Tanner

### Acteurs récurrents
- Rosa Blasi : Ronnie Cruz
- Jason Manuel Olazabal : Alex Cruz
- Candace Cameron Bure : Summer Van Horn
- Neil Jackson : Sasha Belov
- Anthony Starke : Steve Tanner
- Zane Holtz : Austin Tucker
- Brett Cullen : Mark Keeler
- Nicole Anderson : Kelly Parker
- Tom Maden : Riggo

## Épisodes

### Épisode 1:Le parfum de la victoire
- États-Unis : 26 mars 2012
- France : sur Orange Cinéhappy
- Québec : sur VRAK.TV

- États-Unis : 1,57 million de téléspectateurs

### Épisode 2:Les deux font la paire
- États-Unis : 2 avril 2012

- États-Unis : 1,17 million de téléspectateurs

### Épisode 3:La Confiance avant tout
- États-Unis : 9 avril 2012

- États-Unis : 1,1 million de téléspectateurs

### Épisode 4:Honneurs aux parents
- États-Unis : 16 avril 2012

- États-Unis : 1,22 million de téléspectateurs

### Épisode 5:Les Éliminatoires
- États-Unis : 23 avril 2012

- États-Unis : 1,11 million de téléspectateurs

### Épisode 6:Dans le silence, l'univers te répondra
- États-Unis : 30 avril 2012

- États-Unis : 0,9 million de téléspectateurs

### Épisode 7:Secrets et Secondes Chances
- États-Unis : 7 mai 2012

- États-Unis : 1,09 million de téléspectateurs

### Épisode 8:L'Équipe olympique américaine
- États-Unis : 14 mai 2012

- États-Unis : 1,2 million de téléspectateurs

- Kaylie Cruz
- Payson Keeler
- Jordan Randall
- Colleen Evans
- Lauren Tanner